# Nanonycteris veldkampii
Nanonycteris veldkampii — вид рукокрилих, родини Криланових, що мешкає у Західній і західній частині Центральної Африки.

## Морфологія
Морфометрія. Довжина голови й тіла: 54—75 мм, рудиментарний хвіст може бути присутній, передпліччя: 43—54 мм, вага: 19—33  гр. 
Опис. Спина може бути світло-рудою і низ кремово-буруватою, але існує багато варіацій кольору. Обидві статі мають маленькі білі плями волосся біля основи вух. Дорослі самці мають пучки волосся на плечах.

## Поширення та екологія
Як правило, це вид низовини, але був записаний до 1200 м над рівнем моря. Цей вид вважається одним з видів тропічних лісів низовини, але також був записаний у вологих саванах. 